# Radeon

Radeon

Radeon è un marchio registrato di AMD (precedentemente detenuto da ATI), che indica una serie di GPU per personal computer prodotte dal 2000, succeduto al brand ATI Rage. Radeon si contrappone nel mercato al brand GeForce di NVIDIA.
Il più grande fornitore a livello mondiale di schede video basate su tecnologia AMD è Sapphire.
A ottobre 2010 AMD, con le soluzioni Radeon, risultava la seconda costruttrice di soluzioni grafiche (integrate e dedicate) al mondo garantendosi una quota di mercato pari al 22,3%, preceduta da Intel con il 55,6%. A dicembre 2015 AMD è slittata in terza posizione, con il 13,1% delle quote di mercato, preceduta da Intel con il 70,6% e da NVIDIA con il 16,1%. Analizzando solo le soluzioni grafiche dedicate AMD è seconda sia nel mercato desktop (21,2% contro il 78,8% di NVIDIA), che in quello laptop (35,1% contro il 64,9% di NVIDIA).

## Generazioni

### Architettura fixed-pipeline

#### OpenGL 1.3 - DirectX 7
R100 
Con il chip R100, introdotto nel 2000, ATI introdusse il supporto alle librerie DirectX 7 e OpenGL 1.3. Con la tecnologia HyperZ ATI ottenne un incremento nel bandwidth e nel fillrate.
Le prime schede furono le Radeon SDR, DDR e 7000, il modello finale fu Radeon 7500.

#### OpenGL 1.4 - DirectX 8
R200 

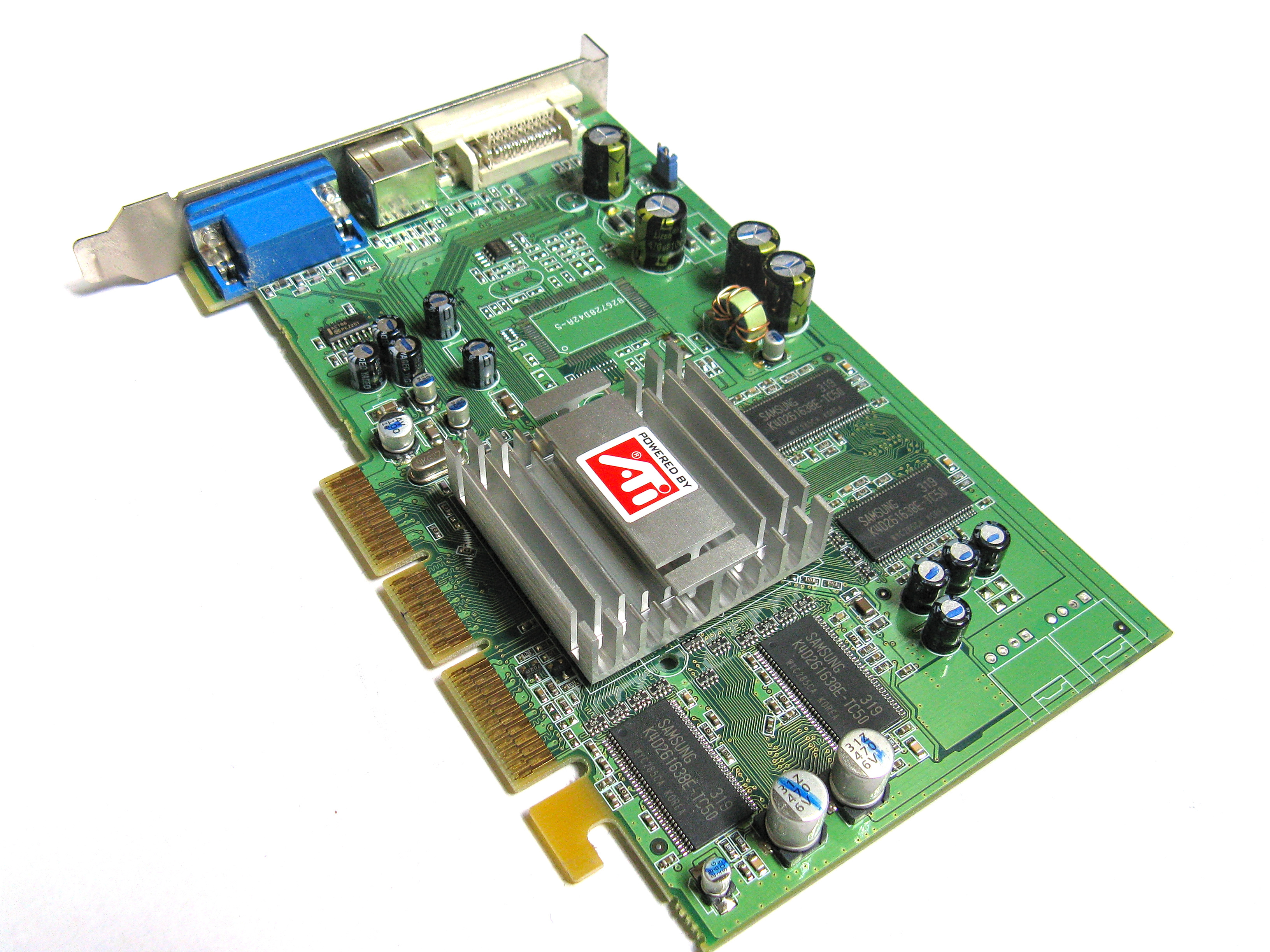
Sapphire ATI Radeon 9200

Il secondo chip di ATI, progettato con tecnologia a shader programmabili, supportava il pixel shader 1.4, il più flessibile prima dell'introduzione del 2.0
La generazione, cominciata con le schede Radeon 8500, finì con la Radeon 9250.

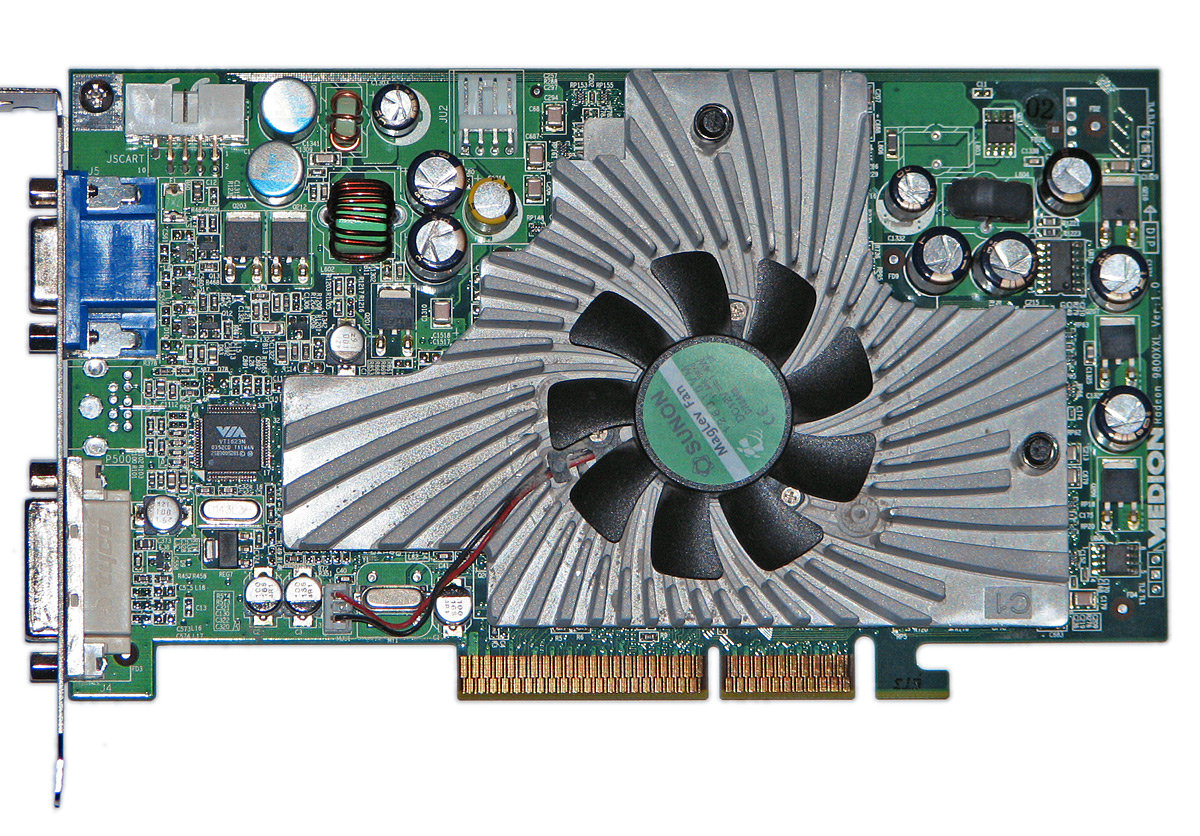
ATI Radeon 9800

#### OpenGL 2 - DirectX 9
R300 
Distribuito nel 2002, RD300, supportando le librerie DirectX 9, rese ATI leader nel settore, grazie alle sue prestazioni nel pixel shading.
La generazione comprende le schede Radeon 9500, 9550, 9600, 9700, 9800 e le X300, X550 e X600, mentre per le schede integrate si hanno le Xpress 200, con caratteristiche differenti a seconda del processore da abbinare
 R420 

Vennero aggiunte le funzioni delle DirectX 9.0b, tra cui il Shader model 2b, grande passo avanti nella programmabilità. Nel 2004 ATI introdusse l'utilizzo di una tecnologia di produzione a 130 nm, mediante l'utilizzo di wafer low-k.
Il chip fu utilizzato nelle schede Radeon X700, X800 e X850.
 Serie X1000 

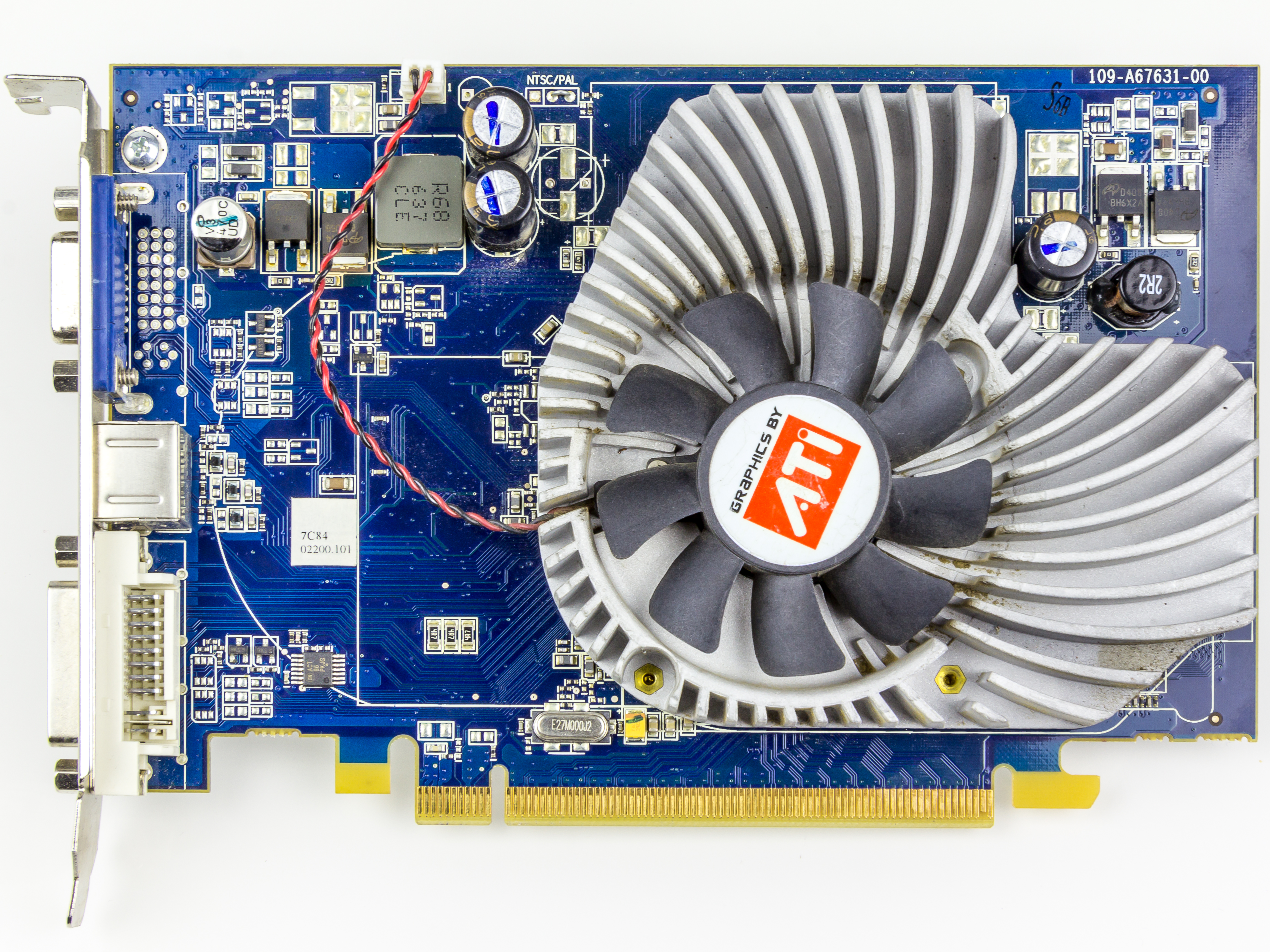
ATI Radeon X1650 Pro

Lanciata nell'ottobre 2005, questa generazione di processori ATI supporta il Shader Model 3.0, oltre che la tecnologia di rendering a virgola mobile per l'applicazione di effetti High dynamic range rendering e di Antialiasing.
Include le schede X1300, X1600, X1650, X1800, X1900 e X1950.

### Architettura TeraScale

#### OpenGL 3 - DirectX 10
Serie HD 2000 
Il core grafico R600 è composto da 320 stream processors riuniti in matrici SIMD. A differenza delle precedenti generazioni, questa generazione ha deluso un po' gli appassionati del marchio perché, nonostante il prezzo di vendita inferiore, le soluzioni ATI serie HD2000 sono generalmente meno veloci delle schede Nvidia concorrenti.

Questa generazione è la prima di ATI con supporto alle DirectX 10, introdotte nel sistema operativo Microsoft Windows Vista, e ad utilizzare un'architettura a shader unificati.
Include le schede Radeon HD2900XT, HD2900PRO, HD2900GT, HD2600XT, HD2600PRO, HD2400XT e HD2400PRO.
Nell'estate 2007 sono anche state presentate le GPU DX10 per notebook dell'azienda: Mobilty Radeon HD2600 e HD2400.
 Serie HD 3000 
Il 15 novembre 2007 AMD ha presentato la famiglia di GPU Radeon basate sul chip RV670 (die shrink di R600), prima GPU ad essere prodotta a 55 nm e con il supporto per le librerie grafiche Microsoft DirectX 10.1. Queste schede, commercializzate sotto il nome di Radeon HD3800, portano anche una nuova nomenclatura.

Il 28 gennaio 2008 AMD ha presentato la scheda Radeon HD3870X2 (nome in codice R680), prima scheda ATI basata su due GPU (2*RV670) collegate in CrossFire sullo stesso PCB.
 Serie HD 4000 

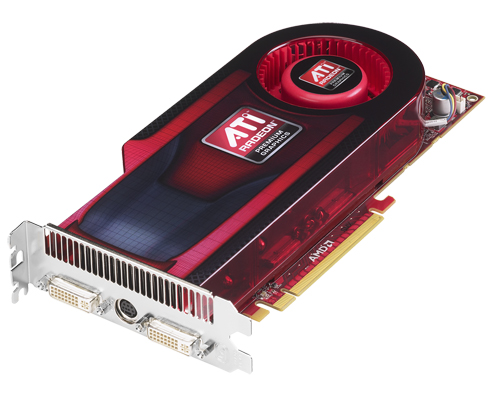
ATI Radeon HD 4890

Il 25 giugno è invece uscito il chip RV770, evoluzione di RV670 di cui ne condivide l'architettura con molte migliorie. Il chip, essendo dotato di funzionalità di risparmio energetico, consuma poco più dell'RV670 pur contenendo il doppio di stream processor e di TMU. Questa è stata la prima VGA ad utilizzare memorie GDDR5.

Nel settembre 2008 è uscita la (2*RV770).

A fine ottobre 2008, la società canadese ha presentato la Radeon HD4830; tale scheda è composta da un processore RV770LE, con clock a 575 MHz, che dispone di un numero di stream processors ridotto a 640 rispetto agli 800 delle schede HD4850 e HD4870.

Il 28 aprile 2009 ATI ha presentato la prima scheda video al mondo prodotta con processo produttivo a 40 nm; la scheda video denominata HD4770 dispone di un clock di 750 MHz e di memoria GDDR5.

#### OpenGL 4 - DirectX 11

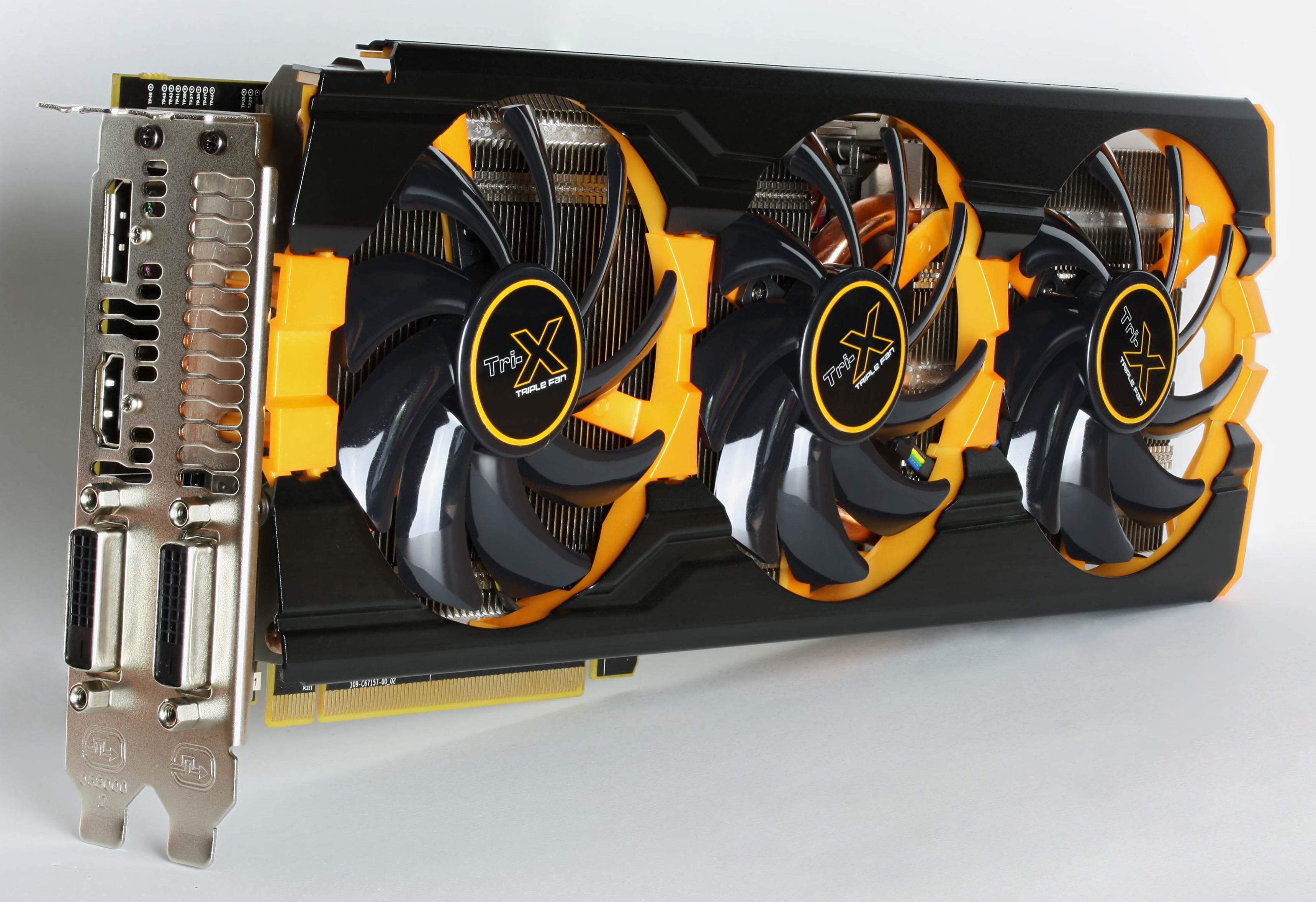
Sapphire Radeon R9 290X

Serie HD 5000 

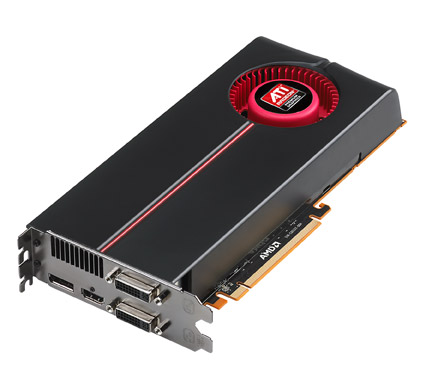
ATI Radeon HD 5850

Il 23 settembre 2009 ha debuttato la famiglia di GPU ATI Radeon basate sul chip RV870 cypress, la prima GPU DirectX 11 al mondo. L'RV870 è prodotto con tecnologia a 40 nm, contiene 1600 Stream Processor e ha potenza di calcolo di picco pari a 2,7 TeraFLOPS nella sua versione più potente, il doppio rispetto a RV770. 
Le schede video che montano questa GPU prendono il nome di ATI Radeon HD 5800, sono tutte dotate di memorie GDDR5 con un'interfaccia a 256 bit e frequenze che aumentano di quasi un gigahertz rispetto alle precedenti proposte high end. 
Per la prima volta dopo 7 anni (l'ultima volta fu nel tardo 2002 con la 9700PRO), ATI arriva in anticipo con una nuova architettura di maggiore potenza rispetto alla rivale Nvidia. 
Nei mesi a seguire sono giunti sul mercato i derivati dell'RV870, tutti prodotti con processo a 40 nm, completando così la serie ATI Radeon HD 5000. L'intera famiglia di schede grafiche è dotata di tecnologia Eyefinity (possibilità di collegare fino a 6 monitor per singola scheda video per immagini ad altissime risoluzioni video) e supporta Open Physics (tramite openCL), in risposta alla tecnologia Physx della rivale Nvidia.
Curiosità sulla serie HD 5000 
In una presentazione delle Radeon 5800 series, AMD-ATI apostrofa le soluzioni Fermi della concorrente NVIDIA con il nomignolo scherzoso di "paper dragon" ovvero "dragone di carta", in quanto mentre la casa canadese aveva già le proprie radeon sugli scaffali dei negozi, NVIDIA dal canto suo pubblicizzava unicamente gli impressionanti dati delle sue future GPU Fermi, ancora su carta, senza rendere possibile un confronto tangibile e diretto con le ATI.
 Serie HD 6000 
È la prima serie a presentare il brand AMD anziché ATI, marchio commerciale dismesso il 30 agosto 2010.
Sono una famiglia di GPU prodotte a 40 nm con nome in codice Northern Islands, compatibili con le Directx 11. Le prime schede di questa famiglia a debuttare il 22 ottobre 2010 sono state le AMD Radeon HD 68XX, nei modelli 6850 e 6870 (nomi in codice Barts Pro e XT), seguite dalle HD 69XX nei modelli 6950 e 6970 presentate il 15 dicembre 2010 (nomi in codice Cayman Pro e XT) e l'8 marzo 2011 dalla HD 6990 soluzione a doppia GPU (nome in codice Antilles).

### Architettura Graphics Core Next (CGN)

#### OpenGL 4 - DirectX 11
Serie HD 7000 
GPU prodotte a 28 nm con nome in codice Southern Islands, furono le prime a implementare l'architettura Graphics Core Next. Vennero presentate fra il 2009 e il 2013 in tre famiglie: 79xx (Tahiti), 78xx (Pitcairn), e 77xx (Cape Verde).
 Serie HD 8000 
GPU prodotte a 28 nm con nome in codice Sea Islands, con piccole variazioni sulla serie HD 7000, presentate a fine 2012.
 Serie Rx 200 
GPU prodotte a 28 nm, nome in codice Volcanic Islands, presentate fra il 2013 e il 2014.

#### Vulkan - DirectX 12
AMD ha annunciato durante il 2015 il supporto completo a DirectX 12 e Vulkan per tutte le GPU con architettura GCN.
Serie RX 300
Serie RX 400
Serie RX 500
Serie Vega

### Architettura RDNA
Serie RX 5000

### Architettura RDNA 2
Serie RX 6000

### Architettura RDNA 3
Serie RX 7000

### Architettura RDNA 4
Serie RX 9000

## Schema della numerazione dei prodotti
A partire dalla serie 9xxx, ATI ha utilizzato uno schema fisso per la nomenclatura dei suoi prodotti:
| Categoria                       | Nome della scheda   | Suffisso                 | Esempi                                |
| ------------------------------- | ------------------- | ------------------------ | ------------------------------------- |
| Fascia alta/top (high-end)      | x9xx x8xx           | XTX, XT, XT PE, PRO      | 9800, X800, X1950, HD2900XT           |
| Fascia medio-alta (performance) | x9xx x8xx x7xx x65x | XT, PRO, GT, GTO, GTO2   | X1650XT, X1950GT, X1950PRO, HD2900PRO |
| Fascia media (Mainstream)       | x7xx x6xx x5xx      | PRO, SE, XT              | 9700, X700, X1650PRO, HD2600          |
| Fascia bassa (Budget/Value)     | x4xx x3xx x2xx      | XT, PRO, SE, HyperMemory | 9000, X300, X1400, HD2400             |

Con le nuove Radeon HD 2000, AMD ha creato un nuovo tipo di nomenclatura, in cui i suffissi (XT, PRO..) vengono convertiti con numeri. La nuova nomenclatura è stata ovviamente utilizzata anche per le serie successive.
| Categoria                   | Numero di generazione                                                                                       | Numero di fascia     | Numero di prestazioni | Esempi                                                                 |
| --------------------------- | --- | -------------------- | --- | ---------------------------------------------------------------------- |
| Fascia alta/performance     | HD2xxx (R600 e derivati), HD3xxx (RV670 e derivati), HD4xxx (RV770 e derivati), HD5xxx (RV870 e derivati).. | HDx9xx HDx8xx HDx7xx | HDxx3x (=GT), HDxx5x (=PRO), HDxx7x (=XT), HDxx9x (=XTX) + suffisso X2 per VGA multi GPU non usato nella serie HD5000, la soluzione a doppia GPU prende il nome di HD5970 (in vecchia nomenclatura sarebbe HD5870X2) | HD4850 (RV770, performance, PRO) - HD3870X2 (2*RV670, performance, XT) |
| Fascia media (Mainstream)   | HD2xxx (R600 e derivati), HD3xxx (RV670 e derivati), HD4xxx (RV770 e derivati), HD5xxx (RV870 e derivati).. | HDx6xx HDx5xx        | HDxx3x (=GT), HDxx5x (=PRO), HDxx7x (=XT) | HD3670 (RV635, mainstream, XT)                                         |
| Fascia bassa (Budget/Value) | HD2xxx (R600 e derivati), HD3xxx (RV670 e derivati), HD4xxx (RV770 e derivati)..                            | HDx4xx HDx3xx HDx2xx | HDxx3x (=HM/SE), HDxx5x (=PRO), HDxx7x (=XT) | HD3450 (RV620, value, PRO)                                             |

## Driver

### Driver proprietari AMD "Radeon Software Crimson Edition" (in precedenza "Catalyst")
I driver ufficiali AMD possono essere scaricati liberamente dal sito web  support.amd.com,  https://support.amd.com/it-it/download. Il 24 novembre 2015 AMD ha rilasciato i nuovi driver Radeon Software Crimson Edition sostituendo gli AMD Catalyst. Il nuovo pacchetto software, oltre a una nuova architettura di driver, contiene una nuova interfaccia grafica per la configurazione scritta in Qt risultando più responsiva e veloce nel configurare le varie preferenze e impostazioni di overclock. Attualmente (al 2017) i driver sono disponibili solo per Microsoft Windows (dalla versione 7) e per Linux (tramite il pacchetto fglrx).

### Driver open source "Radeon"
I driver open source sono sviluppati per il sistema Direct Rendering Infrastructure dagli sviluppatori del kernel Linux, hobbysti e sviluppatori AMD.
Il sistema è composto dai seguenti componenti:
- Componente DRM del kernel: consiste nell'accesso a basso livello della scheda video
- Componente nel kernel per KMS: consiste nel driver per il controller del display (risoluzione, rilevazione EDID del monitor, ecc)
- Componente user-space della libreria libDRM
- Componente user-space in Mesa 3D: fornisce l'implementazione OpenGL e Vulkan
- Driver specifico per l'accelerazione 2D per X.Org, il quale ormai è sostituito dal driver generico Glamor (il quale sfrutta OpenGL per l'accelerazione 2D)

La parte di gestione 3D è divisa in 5 driver a seconda della tecnologia della GPU:
- radeon supporta la serie R100
- r200 supporta la serie R200
- r300g supporta le microarchitetture R300, R400 e R500 (quelle prima dell'introduzione della tecnologia Unified shader model)
- r600g supporta tutte le micro architetture TeraScale: R600, R700, HD 5000 e HD 6000
- radeonsi supporta tutte le microarchitetture Graphics Core Next e RDNA: HD 7000, HD 8000, Rx 200 e successive[8]

In passato, prima dello sviluppo unificato dei driver, esisteva anche il driver RadeonHD per le sole microarchitetture R500 e R600.
Attualmente i driver open source "radeon" hanno prestazioni e funzionalità equiparabili a quelle dei driver proprietari.

#### Sistemi operativi supportati
I driver "radeon" vengono sviluppati su Linux e principalmente per Linux. Tuttavia, essendo open source potrebbero essere adattati ad altri sistemi operativi.
FreeBSD ha adottato il sistema DRI, per cui visto che anche Mesa 3D non è sviluppato esclusivamente per Linux, dovrebbe godere del medesimo supporto di Linux.